# Homarus
Gli astici (Homarus Weber, 1795) sono un genere di crostacei decapodi della famiglia dei nefropidi.

## Tassonomia
In questo genere sono riconosciute soltanto due specie viventi:
- Homarus gammarus (Linnaeus, 1758) - astice europeo
- Homarus americanus H. Milne Edwards, 1837 - astice americano

### Specie fossili

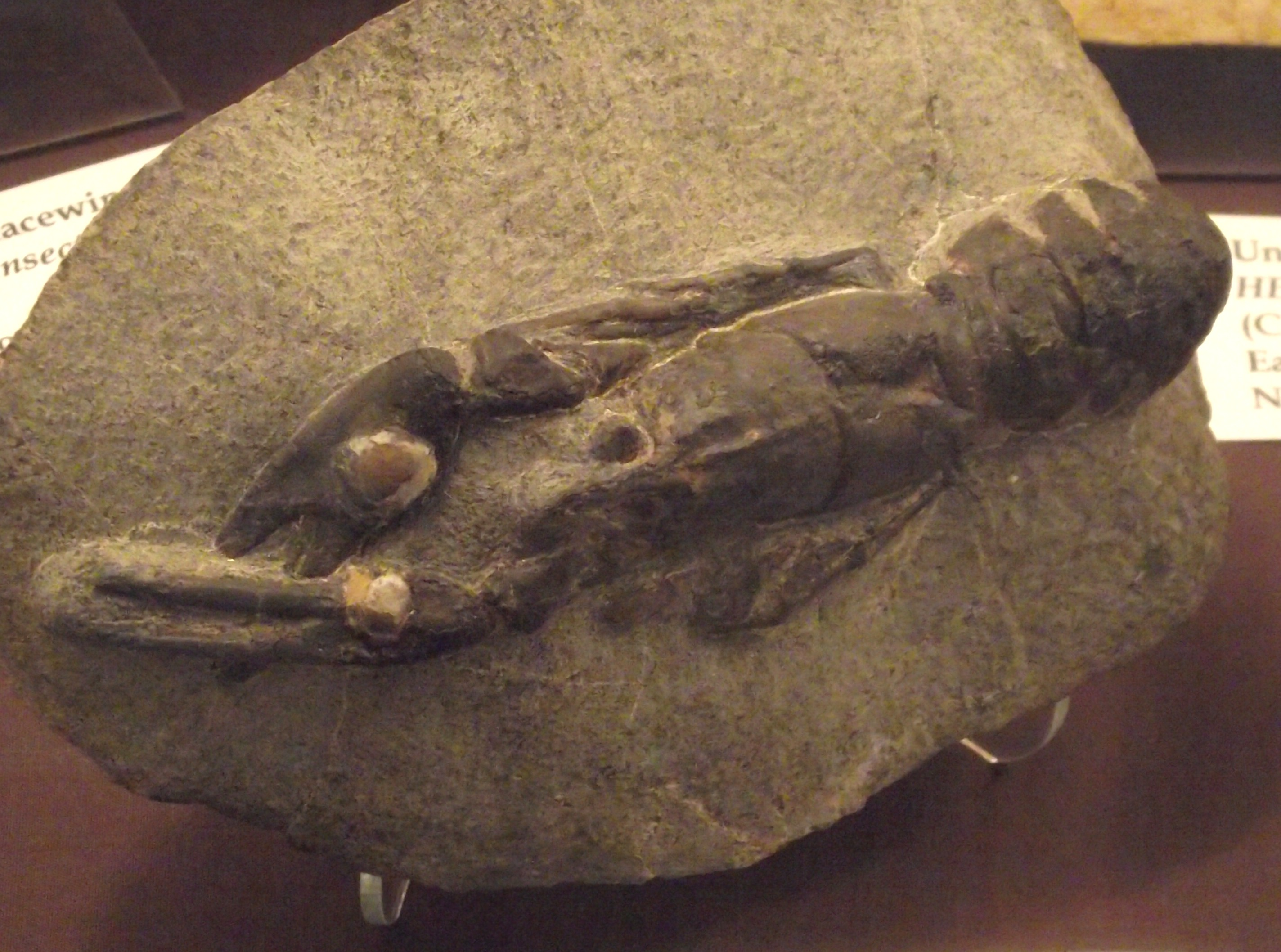
Fossile di Hoploparia bearpawensis

I confini tra il genere Homarus e quello estinto Hoploparia sono poco chiare e alcune specie, come ad esempio Hoploparia benedeni, sono state trasferite da un genere all'altro. Al genere Homarus sono state assegnate otto specie. Si tratta in particolare di::
- Homarus brittonestris Stenzel, 1945 – Turoniano inferiore
- Homarus davisi Stenzel, 1945 – lower Turoniano inferiore
- Homarus hakelensis (Fraas, 1878) – Cenomaniano
- Homarus lehmanni Haas, 1889 – Rupeliano
- Homarus mickelsoni (Bishop, 1985) – Campaniano inferiore
- Homarus morrisi Quayle, 1987 – Eocene
- Homarus neptunianus Polkowsky, 2004 – Oligocene
- Homarus travisensis Stenzel, 1945 – Albiano medio